# Pálvölgyi László
Pálvölgyi László (Dunaújváros, 1968. július 27.) magyar basszusgitáros, az Akela és az Ossian együttesek tagjaként vált ismertté.

## Zenei pályafutása
1985-ben kezdett zenélni a Scout dunaújvárosi heavy metal zenekarban. Pár év alatt az együttesből elfogyott a lendület, és amikor 1988-ban Pálvölgyit megkereste Paksi Endre, hogy csatlakozzon az Ossianhoz, az akkor már csak trióban fellépő Scout fel is oszlott. Az Ossian éppen az első lemezének felvételein dolgozott, amikor Pálvölgyi a zenekar tagja lett, de az Acélszív dalaiban még a korábbi basszusgitáros Kovács T. Péter és Maróthy Zoltán gitáros játszották fel a basszustémákat.
A második Ossian-album turnéja után Pálvölgyi távozott a zenekarból, és 1990-ben Pavelka Gyula gitárossal megalapították az Akelát, amely az 1990-es évek egyik legnépszerűbb magyar metalegyüttese lett. Első lemezük 1992-ben jelent meg A fenevad címmel a Hungaroton kiadásában.
A doboscseréket leszámítva a zenekar magját 1996-ig a Katona László (ének), Pavelka Gyula (gitár), Györki István (gitár), Pálvölgyi László (basszusgitár) négyes alkotta, amely olyan ma már klasszikusnak számító albumokat készített, mint a Farkastörvények (1993) és a Fekete Bárány (1995). A ’90-es évek végére több más vezető magyar metalegyütteshez hasonlóan az Akela is megfáradt és 1998-ban feloszlottak. Az akkori felállásból Pálvölgyi vezetésével Havasi Gábor gitáros és Szalai Gábor dobos megalapították a Raza Loca nevű zenekart, amelyhez énekesként a spanyol ajkú Jean Michel Dalgo Manzur csatlakozott. A csapat stílusa az ezredfordulós metaltrendekhez igazodva a Korn nu metalját idézte.
A Raza Loca nem lett országosan ismert, 2002-ben pedig újjáalakult az Akela, amibe Pálvölgyi is visszatért. A következő öt évben három újabb Akela-stúdióalbum született meg, de a csapaton belüli feszültség 2007-ben újra szétrobbantotta a társaságot. Az Akela 2009-es újabb feltámasztásában Pálvölgyi már nem vett részt.

## Diszkográfia

### Akela
Stúdióalbumok
- A fenevad (1992)
- Farkastörvények (1993)
- A félelem születése (1994)
- Fekete bárány (1995)
- Fővárosi Emberkert (1996)
- Fájdalomcsillapító (1997)
- Forr a dalom (2004)
- Fejetlenség (2006)
- Fattyúdal (2007)

### Ossian
- Félre az útból (1989)